# Saison 1 de Drag Race Philippines
La première saison de Drag Race Philippines est diffusée pour la première fois le 17 août 2023 sur Discovery+ et HBO Go aux Philippines et sur WOW Presents Plus à l'international.
La création d'une version philippine de RuPaul's Drag Race est annoncée le 16 août 2021. Les juges principaux sont Paolo Ballesteros, Jiggly Caliente et KaladKaren. Le casting est composé de douze candidates et est annoncé le 20 juillet 2022 sur les réseaux sociaux.
La gagnante de la saison reçoit 1 000 000 pesos et un an d'approvisionnement de maquillage chez ONE/SIZE.
La gagnante de la saison est Precious Paula Nicole, avec Marina Summers comme seconde.

## Candidates
Les candidates de la première saison de Drag Race Philippines sont :
(Les noms et âges donnés sont ceux annoncés au moment de la compétition.)
| Candidate             | Âge | Résidence                                    | Classement            |
| --------------------- | --- | -------------------------------------------- | --------------------- |
| Precious Paula Nicole | 35  | Daet, Camarines Norte, Région de Bicol       | Gagnante              |
| Marina Summers        | 26  | Makati, Grand Manille                        | Seconde               |
| Eva Le Queen          | 33  | Marikina, Grand Manille                      | 3ème place 4ème place |
| Xilhouete             | 34  | Cabanatuan, Nueva Ecija, Luçon centrale      | 3ème place 4ème place |
| Minty Fresh           | 31  | Quezon City, Grand Manille                   | 5ème place            |
| Brigiding             | 29  | Mandaluyong, Grand Manille                   | 6ème place            |
| Viñas DeLuxe          | 25  | San Jose del Monte, Bulacain, Luçon centrale | 7ème place            |
| Lady Morgana          | 30  | Davao, Davao du Sud, Région de Davao         | 8ème place            |
| Turing                | 29  | Cainta, Rizal, Calabarzon                    | 9ème place            |
| Gigi Era              | 38  | Melbourne, Victoria (Australie)              | 10ème place           |
| Corazon               | 34  | Bolinao, Pangasinan, Région des Ilocos       | 11ème place           |
| Prince                | 25  | Calumpit, Bulacain, Luçon centrale           | 12ème place           |

## Progression des candidates
| Candidates | Precious Paula Nicole | SAFE | HIGH | SAFE | WIN  | HIGH | SAFE | LOW  | HIGH | HIGH | GAGNANTE |
| Candidates | Marina Summers        | HIGH | SAFE | HIGH | HIGH | WIN  | HIGH | HIGH | LOW  | WIN  | SECONDE  |
| Candidates | Eva Le Queen          | HIGH | SAFE | HIGH | SAFE | SAFE | HIGH | BTM2 | HIGH | HIGH | ÉLIMINÉE |
| Candidates | Xilhouete             | LOW  | SAFE | BTM2 | HIGH | HIGH | WIN  | HIGH | WIN  | BTM2 | ÉLIMINÉE |
| Candidates | Minty Fresh           | WIN  | HIGH | LOW  | SAFE | SAFE | BTM2 | WIN  | BTM2 | ELIM | INVITÉE  |
| Candidates | Brigiding             | SAFE | SAFE | HIGH | SAFE | BTM2 | BTM2 | SAFE | ELIM |      | INVITÉE  |
| Candidates | Viñas DeLuxe          | HIGH | WIN  | SAFE | HIGH | LOW  | LOW  | ELIM |      |      | INVITÉE  |
| Candidates | Lady Morgana          | BTM2 | SAFE | HIGH | BTM2 | ELIM |      |      |      |      | MISS S.  |
| Candidates | Turing                | HIGH | BTM2 | WIN  | ELIM |      |      |      |      |      | INVITÉE  |
| Candidates | Gigi Era              | SAFE | LOW  | ELIM |      |      |      |      |      |      | INVITÉE  |
| Candidates | Corazon               | SAFE | ELIM |      |      |      |      |      |      |      | INVITÉE  |
| Candidates | Prince                | ELIM |      |      |      |      |      |      |      |      | INVITÉE  |

 La candidate a gagné Drag Race Philippines.
 La candidate est arrivée seconde.
 La candidate a été éliminée lors de la finale.
 La candidate a été élue Miss Sympathie.
 La candidate a gagné le maxi défi de la semaine.
 La candidate a reçu des critiques positives des juges et a été déclarée sauve.
 La candidate a été déclarée sauve.
 La candidate a reçu des critiques négatives des juges mais a été déclarée sauve.
 La candidate a été en danger d’élimination.
 La candidate a été éliminée.

## Lip-syncs
| Épisode | Candidate      | vs. | Candidate             | Chanson                        | Artiste               | Candidate éliminée |
| ------- | -------------- | --- | --------------------- | ------------------------------ | --------------------- | ------------------ |
| 1       | Lady Morgana   | vs. | Prince                | Tala                           | Sarah Geronimo        | Prince             |
| 2       | Corazon        | vs. | Turing                | I'm Feeling Sexy Tonight       | Chona Cruz            | Corazon            |
| 3       | Gigi Era       | vs. | Xilhouete             | Glamazon                       | RuPaul                | Gigi Era           |
| 4       | Lady Morgana   | vs. | Turing                | Shine                          | Regine Velasquez      | Turing             |
| 5       | Brigiding      | vs. | Lady Morgana          | Ate Sandali                    | Maris Racal           | Lady Morgana       |
| 6       | Brigiding      | vs. | Minty Fresh           | Amakabogera                    | Maymay Entrata        | Aucune             |
| 7       | Eva Le Queen   | vs. | Viñas DeLuxe          | Born Naked                     | RuPaul                | Viñas DeLuxe       |
| 8       | Brigiding      | vs. | Minty Fresh           | Dyosa                          | Yumi Lacsamana        | Brigiding          |
| 9       | Minty Fresh    | vs. | Xilhouete             | You'll Always Be My Number One | Vernie Varga          | Minty Fresh        |
| 10      | Eva Le Queen   | vs. | Precious Paula Nicole | Sissy That Walk                | RuPaul                | Eva Le Queen       |
| 10      | Marina Summers | vs. | Xilhouete             | Call Me Mother                 | RuPaul                | Xilhouete          |
| 10      | Marina Summers | vs. | Precious Paula Nicole | Sirena                         | Gloc-9 ft. Ebe Dancel | Marina Summers     |

 La candidate a gagné le lip-sync et est la meilleure candidate de l'épisode.
 La candidate a été éliminée après sa première fois en danger d'élimination.
 La candidate a été éliminée après sa deuxième fois en danger d'élimination.
 La candidate a été éliminée après sa troisième fois en danger d'élimination.
 La candidate a été éliminée lors du premier round du tournoi de lip-syncs.
 La candidate a été éliminée lors du second round du tournoi de lip-syncs.